# STS-49
STS-49 var den fyrtiosjunde flygningen i det amerikanska rymdfärjeprogrammet, den första flygningen med rymdfärjan Endeavour. Rymdfärjan sköts upp från Kennedy Space Center den 7 maj 1992. Efter nästan nio dagar i omloppsbana runt jorden återinträdde rymdfärjan i jordens atmosfär och landade vid Edwards Air Force Base i Kalifornien.
Flygningens mål var att rädda satelliten Intelsat 603, som skjutits upp med en Commercial Titan III-raket den 14 mars 1990.
Under flygningen genomfördes världens hittills enda rymdpromenad som involverade tre personer.

## Rymdpromenader
| Nr | Rymdpromenerare                                 | Start (UTC)        | Slut (UTC)         | Varaktighet          |
| -- | ----------------------------------------------- | ------------------ | ------------------ | -------------------- |
| 1. | Pierre J. Thuot Richard J. Hieb                 | 10 maj 1992 20:40  | 11 maj 1992 00:23  | 3 timmar, 43 minuter |
| 2. | Pierre J. Thuot Richard J. Hieb                 | 11 maj 1992 21:05  | 12 maj 1992 02:35  | 5 timmar, 30 minuter |
| 3. | Pierre J. Thuot Richard J. Hieb Thomas D. Akers | 13 maj 1992 21:17  | 14 maj 1992 05:46  | 8 timmar, 29 minuter |
| 4. | Thomas D. Akers Kathryn C. Thornton             | 14 maj 1992 ~21:00 | 15 maj 1992 ~04:45 | 7 timmar, 44 minuter |